# Ditsobotla
Ditsobotla es un municipio local sudafricano situado en el distrito de Ngaka Modiri Molema, en la provincia de Noroeste.

## Superficie
Ditsobotla tiene una superficie de 6387 km².

## Demografía
En 2022, tenía 164 176 habitantes, una densidad poblacional de 25,70 hab./km², y 42 416 viviendas.